# Plectrophora cultrifolia
Plectrophora cultrifolia là một loài thực vật có hoa trong họ Lan. Loài này được (Barb.Rodr.) Cogn. miêu tả khoa học đầu tiên năm 1904.

## Hình ảnh

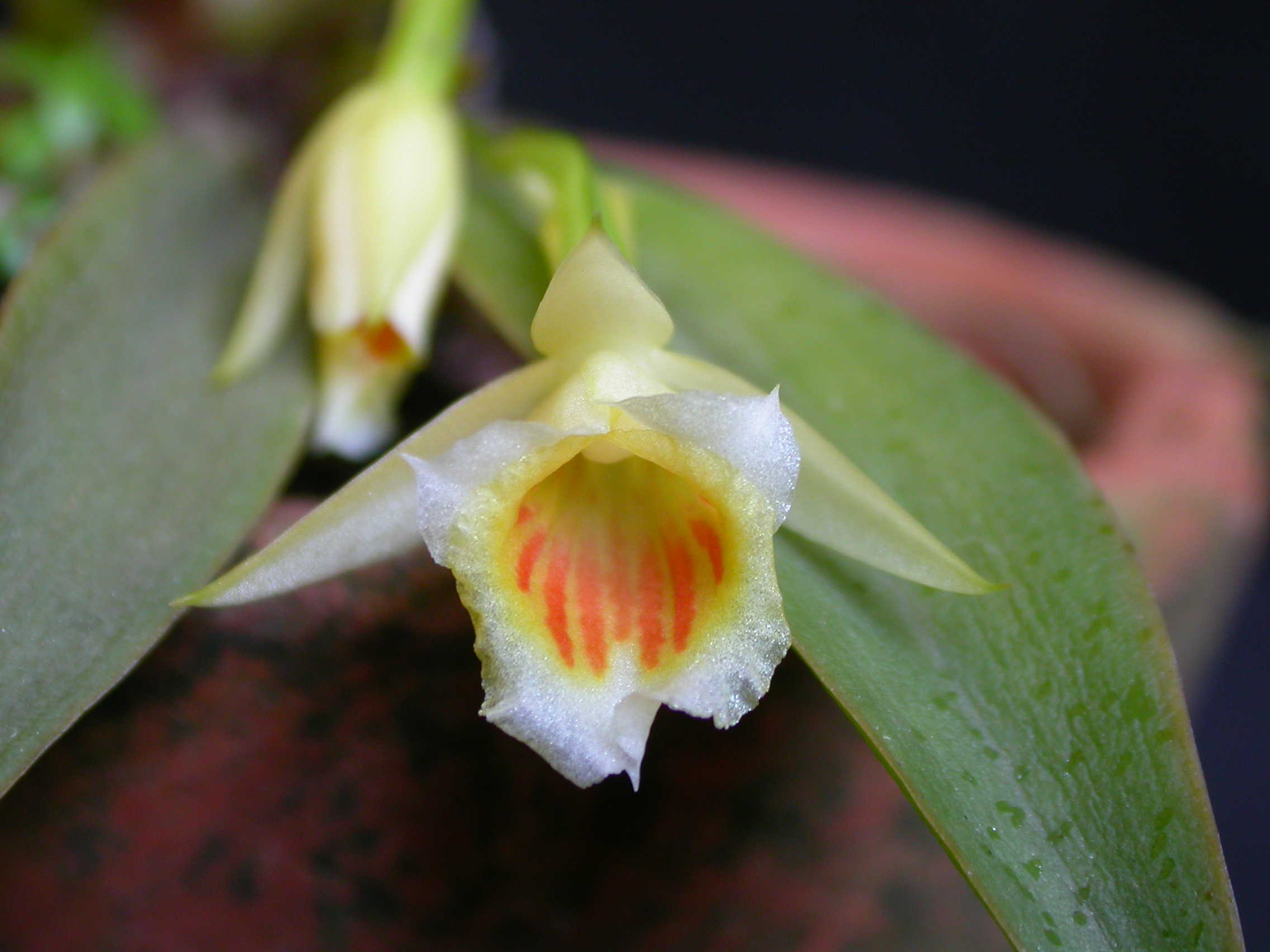
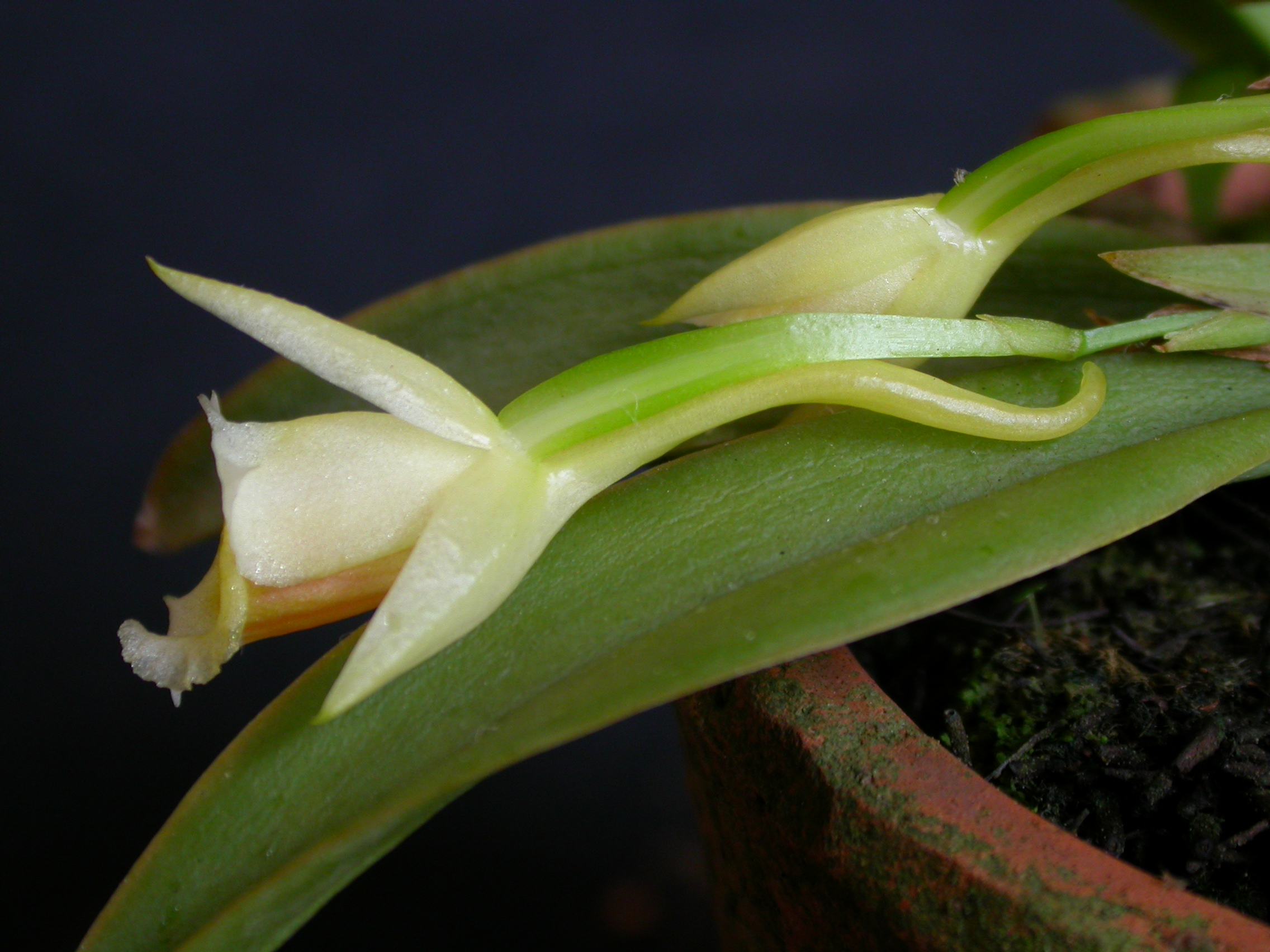
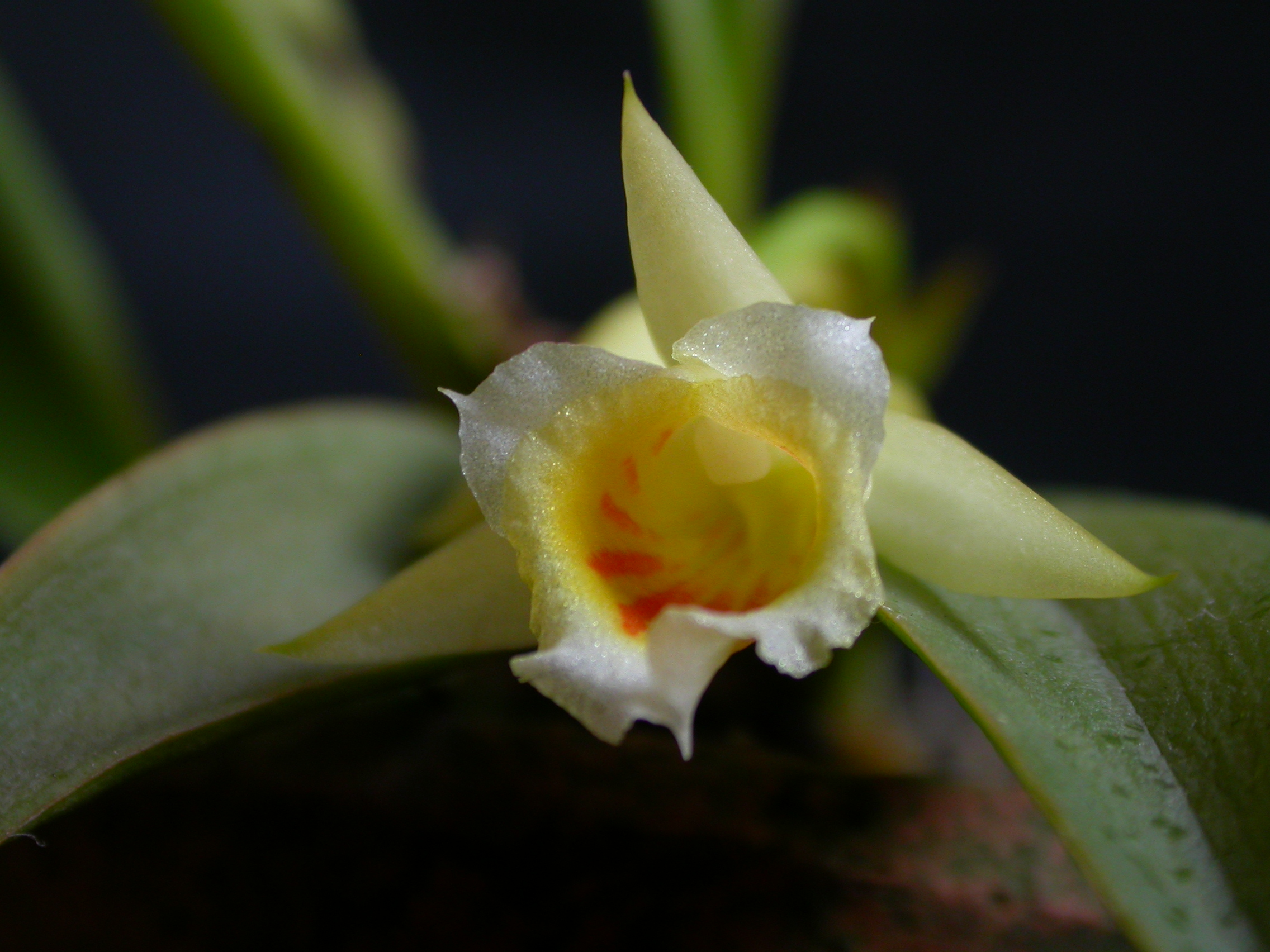